# Véronique Fagot
Véronique Fagot-Malapert, née le 3 octobre 1960 à Saumur, est une femme française élue Miss Poitou 1976, puis Miss France 1977. Elle est la 47e Miss France.
Elle est demi-finaliste lors de l'élection de Miss Monde 1977.

## Biographie

### Enfance et études
Véronique, née à Saumur, grandit dans une famille de militaires à Oiron et est considérée comme une élève studieuse par ses professeurs. Elle vit ensuite dans les Deux-Sèvres.[réf. souhaitée]

### Miss France
En 1976, son oncle l'incite à s'inscrire à Miss Poitou, ce qu'elle ne désirait pas[réf. souhaitée]. Âgée de 17 ans, elle obtient le titre et est qualifiée pour l'élection de Miss France 1977.
En décembre 1976 elle est couronnée Miss France 1977, à l'hôtel Nikko à Paris. Son titre ne l'a pas empêchée de passer son bac, obtenu avec mention très bien, et de poursuivre des études de langues.[réf. souhaitée]

### L'après Miss France
Alors qu'elle n'est plus la  Miss France en titre, Véronique Fagot est finaliste l'année suivante au concours de Miss Monde, puis devient mannequin. 
Quelques années plus tard, elle intègre une grande société d'affichage publicitaire[réf. souhaitée] dont elle devient la responsable de communication[Quand ?].
Un article paru en 2012 parle de sa vie après Miss France.
Véronique a vécu en Floride, puis est revenue en France en 2004 où elle a ouvert une maison d'hôte. Elle a eu deux filles[réf. souhaitée].
Véronique devient agent immobilier à La Rochelle. Elle participe à l'émission Chasseurs d'appart' sur M6 diffusée en février 2018.[réf. souhaitée]